# Пиранья 2: Нерест
«Пиранья 2: Нерест» (англ. Piranha II: The Spawning) — американо-итало-голландский низкобюджетный фильм ужасов 1982 года, снятый Джеймсом Кэмероном (в его полнометражном режиссёрском дебюте) по сценарию Чарльза Х. Эгли (под псевдонимом Х. А. Милтон). В фильме снимались Триша О’Нил и Лэнс Хенриксен, которые позже сыграют в фильмах Кэмерона «Терминатор» и «Чужие». Это вторая часть серии фильмов «Пираньи» и продолжение фильма «Пираньи» (1978).
Кэмерон, ранее работавший художником по спецэффектам у Роджера Кормана, был нанят в качестве режиссёра после того, как исполнительный продюсер Овидио Г. Ассонитис уволил его предшественника. Производство было сопряжено с трудностями, возникающими из-за того, что Ассонитис проявлял необычайный творческий контроль, нанимая итальянскую команду, не говорящую по-английски, и не позволяя Кэмерону просматривать какие-либо кадры в процессе монтажа. Точная степень творческого контроля Кэмерона оспаривалась несколькими источниками, при этом некоторые утверждали, что Ассонитис уволил Кэмерона через две недели и снял фильм самостоятельно, в то время как другие утверждают, что Кэмерон присутствовал на всех основных фотографиях.
После его выхода Кэмерон в значительной степени отрекся от «Пираньи 2» в течение многих лет, но с тех пор признал фильм своим режиссёрским дебютом. Режиссёрская версия существует только на Laserdisc и VHS. В 2003 году Sony Pictures выпустила фильм на DVD «Регион А» в полнокадровом формате. В других регионах DVD выпускался в широкоэкранном формате. В 2018 году Scream Factory выпустила фильм на Blu-ray «Регион А» в улучшенной широкоэкранной передаче.

## Сюжет
Небольшой курорт в Карибском море. Ночью на надувной лодке парочка пытается заняться сексом, но мужчине не удаётся возбудиться. В поисках пикантного места они погружаются в воду и обнаруживают затонувшее судно. Вскоре мужчина и женщина, обнажившись, начинают ласкать друг друга. Внезапно на них нападают пираньи.
Утром Крис возвращается в отель с рыбалки. В номере он будит мать Энн Кимбруг с помощью пойманной рыбы, они дурачатся. Подают завтрак. В столовой Беверли замечает доктора Лио Бэлла. На пляже вдова миссис Уилсон заигрывает с Ронни. В море чернокожие рыбаки, отец и сын, глушат рыбу динамитом. К ним подъезжает Стив Кимбруг, начальник полиции, грозящий конфисковать лодку. Крис встречается с мистером Дюмоном, капитаном судна, и его дочерью Эллисон. Беверли делает вид, что тонет, Лио спасает её. Он оказывается дантистом, они знакомятся. На собрании менеджер Рауль сообщает работникам план на сегодняшний день. К берегу на лодке пристают две нагие девушки. Стив забирает Криса с судна Дюмона, подумав, что тот контрабандист, и просит сына передать тому не выключать рацию, так как надвигается гроза. Энн встречается со Стивом, тот сообщает, что нашёл одинокую лодку возле затонувшего судна. Заикающийся помощник шеф-повара Мел ловит брюнетку Джей с лодки за воровством алкоголя, та приглашает его вечером на судно, намекая на секс втроём с Лореттой.
Энн, инструктор по подводному плаванию, сообщает команде, что им дали разрешение на осмотр затонувшего «Короля Фицджеральда». При осмотре судна, вокруг которого кружит стая пираний, Энн натыкается на обглоданный труп мужчины. Им оказывается её ученик по курсам — Роберт Хейвуд, пропавший во время погружения некоторое время назад. Стив запрещает жене и одному из отдыхающих, Тайлеру Шерману, осматривать тело. Мел приносит коробку с припасами на лодку к девушкам, нелестно отзывающимся о нём. Он отвязывает трос и не допрыгивает до судна. Смеясь, Джей и Лоретта уплывают. Крис и Эллисон общаются, пока её отец спит. Вечером Тайлер приглашает Энн на свидание после всего пяти дней знакомства, та отказывается, но в конце концов поддаётся на уговоры прогуляться. Энн взламывает дверь морга кредитной карточкой, оба находят труп. Энн делая снимки, говорит, что одно время изучала морскую биологию. Их обнаруживает и выгоняет темнокожая медсестра. Из тела внезапно вылетает пиранья, прокусывает медсестре шею, окно и улетает на улицу.
Энн, просматривая снимки сообщает Тайлеру, что военные вывели вид особенно злых пираний для использования в войне во Вьетнаме. Она просит того остаться, они занимаются любовью. Девушки на лодке обсуждают недотёпу Мела. Неожиданно вода бурлит, на палубу проникает пиранья и нападает на блондинку Лоретту. Та падает в воду. Пытаясь вытащить её, Джей также подвергается нападению. Энн продолжает осмотр снимков. Стив обнаруживает трупы девушек. Утром муж чуть не застаёт любовников в постели. Стив сообщает жене о трёх трупах, не желая слушать объяснение об экспериментах. Энн говорит Раулю, что плавать впредь нельзя, тот не обращает на предупреждение внимание, увольняет её и просит освободить номер к завтрашнему утру. Тайлер звонит по телефону и сообщает неизвестному, что нашёл то, что нужно, и что Энн может помочь. Та в одиночку плывёт к судну и видит пираний, к ней неожиданно присоединяется Тайлер. Энн хочет сделать снимки для доказательства. Тайлер сообщает, что четыре канистры с икрой затонули в местных водах. Он — биохимик, принимавший участие в секретном военном проекте. Он решает рассказать подробности — военные занимались расщеплением генов разных рыб для создания пираний-убийц, которые смогли бы летать.
Ночью Стив подлетает на вертолёте к судну мистера Дюмона. Тот по рации сообщает, что пока он спал, подростки уехали на лодке. Стив просит связаться с ним, когда те вернутся. Утром Лио фотографирует Беверли в столовой. Менеджер приглашает их на ночную вечеринку. Утром негр-рыбак показывает Стиву истерзанную сородичами пиранью. Стив и Энн пытаются достучаться до Рауля, но того волнует лишь прибыль с курорта. Под покровом ночи пираньи залетают на пляж и убивают сына рыбака. Крис и Эллисон уединяются и целуются. Рыбак обнаруживает труп сына. Стив сообщает Энн о звонке в Министерство обороны — оказалось, что Тайлер был уволен из-за нестабильного поведения, его словам не верят. Рыбак занимается изготовлением бомбы.
Вечеринка начинается. Рауль говорит посетителям, что посещать берег пока нельзя. Энн следит за обстановкой. Миссис Уилсон предлагает Ронни выпить шампанского, но обнаруживает, что тот женат, и ретируется. Рауль организует конкурс по ловле рыбы. Стив по рации сообщает Энн, что пока не обнаружил Криса. Из моря вылезает обглоданный Аарон, работник курорта, но не успевает ответить Энн по рации — монстры добивают его. Люди зажигают огни, бьют в барабаны — по старой традиции народ зовёт рыбу. Рыбак показывает Энн тело сына и сообщает о намерении взорвать тварей. Море закипает, в то время как люди с криком «Нам нужна рыба!» движутся к берегу. Из воды вылетают пираньи, начинается кровавая бойня. Толпа бежит в отель. Лио Бэлл, видя случившееся, думает, что у него галлюцинации из-за выпитого. Рыбак в гневе выходит, пытаясь отбиться, но оказывается убит. Энн наблюдают за этим, не в силах помочь. Стив будит Эллисон — их лодку отнесло от берега. Энн приносит динамит Тайлеру, они делят заряд. У них есть час на установку. Энн сообщает Стиву о намерении установить динамит, чтобы вертолёт не попал под ударную волну. Парочка ныряет на рассвете и успешно устанавливают первый заряд. Пока они проникают вглубь корабля по вентиляции, к ним направляются кровожадные хищники. Мистер Кимбруг обнаруживает лодку с подростками. Стив выпрыгивает из вертолёта, тот падает и взрывается. Поднявшись на судно, он спешит на помощь сыну. Подобрав подростков и ничего не объясняя, он велит им надеть жилеты и спустится в трюм, ожидая возвращения жены. Тайлер цепляется за край вентиляции и ранит себя, пираньи набрасываются на беспомощную жертву. Энн успевает выбраться и ухватиться за якорь лодки за несколько секунд до двойного взрыва. Стив думает, что Энн погибла, но вскоре замечает её. Та подплывает к судну, семья обнимается.

## Актёры
- Триша О’Нил — Энн Кимбруг
- Стив Макарчук — Тайлер Шерман
- Лэнс Хенриксен — Стив Кимбруг, начальник полиции
- Рики Полл Голдин — Крис Кимбруг
- Тед Рикерт — Рауль, менеджер отеля
- Лесли Грейвс — Эллисон Дюмон
- Керол Девис — Джей
- Конни Линн Хейдден — Лоретта
- Арни Росс — Мел, повар
- Трейси Берг — Беверли

## Производство

### Разработка
После выхода и финансового успеха «Пираньи» Джо Данте продюсеры Джефф Шехтман и Чако ван Леувен немедленно приступили к работе над продолжением фильма. Роджер Корман, глава компании New World Pictures, спродюсировавшей и выпустившей первый фильм, не разделял интереса ни одного человека, вместо этого сосредоточившись на своем собственном фильме «Твари из бездны». Шехтман и ван Леувен приобрели права на сиквел у Кормана, сначала создав независимую продюсерскую компанию, а затем вместе со сценаристами Чарльзом Х. Эгли и Ченнингом Гибсоном разработали сценарий, основанный на трактовке продюсера Нового Света Мартина Б. Коэна.
Поскольку Данте уже был назначен режиссёром «Воя о Новом Свете», продюсеры обратились к бывшему коллеге Данте Миллеру Дрейку как к потенциальному режиссёру. Дрейк работал вместе с Данте в отделе трейлеров «Нового мира» и попробовал роль «Первого мутанта» в режиссёрском дебюте Данте «Голливудский бульвар», прежде чем стать де-факто главой постпродакшна Кормана. С предварительным режиссёром продюсеры искали финансирование и в конечном итоге заключили сделку с Овидио Дж. Ассонитисом, греко-итальянским режиссёром, который продюсировал и снял несколько успешных малобюджетных фильмов с оплатой наличными, нацеленных на американский импортный рынок. Дрейк приступил к разработке сценария с Эгли, который позже будет сотрудничать с Джеймсом Кэмероном в телешоу «Темный ангел». Намерение Дрейка состояло в том, что «Пиранья 2» должна зависеть от ученого Кевина Маккарти из «Пираньи», хотя он, казалось бы, погиб в первом фильме.
"Я предложил идею вернуть Кевина Маккарти, изуродованного и изуродованного по сравнению с предыдущим фильмом, — говорит Дрейк. «Он был на заброшенной нефтяной вышке и разрабатывал этих летающих пираний, чтобы отомстить или что-то в этом роде. Я думаю, мы собирались вернуть Барбару Стил и заставить его убить её, разбив ей голову через аквариум».
Планы изменились, поскольку ни Маккарти, ни Стил не были доступны, и в конечном итоге сценарий был переписан как отдельная история без возвращения персонажей. Джеймс Кэмерон, ещё один выпускник New World, был нанят в качестве режиссёра спецэффектов. Незадолго до начала основных съемок Миллер Дрейк был уволен из Assonitis, а Кэмерон был назначен режиссёром. «Пираньи 2» станет его полнометражным режиссёрским дебютом.

### Съемки фильма
Основным местом для фильма был отель Mallards Beach-Hyatt (позже переименованный в курорт Moon Palace Jamaica) в Очо-Риосе, Ямайка, который служил вымышленным курортом Club Elysium в фильме. Большинство подводных сцен было снято у Большого Каймана. Внутренние сцены были сняты на звуковой сцене в Риме.
Из-за ограничений бюджета экипаж состоял в основном из итальянцев, ни один из которых не говорил по-английски. У некоторых, однако, был предыдущий опыт работы над фильмами ужасов / фэнтези, поэтому они в некоторой степени были в состоянии удовлетворить требования Кэмерона. Спецэффекты были разработаны и контролировались Джаннетто Де Росси, который ранее работал над «Зомби 2» и «За гранью» Лучо Фульчи.
После первой недели съемок гармония на съемочной площадке была нарушена некоторыми дискуссиями о работе между режиссёром и продюсерами (Ассонитис попросил проверить повседневную деятельность, споря с большинством выборов Кэмерона), поэтому, пока Кэмерон несет ответственность только за съёмочный процесс, большинство решений принимал Ассонитис.
Как и в первом фильме, который был одним из многих фильмов ужасов, вдохновленных успехом фильма Стивена Спилберга «Челюсти» (1975), пираньи выступают в роли монстров-антагонистов, вредящих человеческой жизни, и развили способность летать, которой у них не было в первом фильме. В комментарии к «Терминатору 2: Судный день» Кэмерон в шутку защищал фильм, твердо подставляя язык, как «лучший хоррор / комедия о летающих рыбах-убийцах из когда-либо созданных». Позже он использовал некоторые из тех же механизмов, которые использовались, чтобы заставить пираний летать в аниматронике фейсхаггеров для Чужих.

## Прием

### Критический ответ
Некоторые критики назвали фильм «отвратительным», другие высказали мнение, что «пираньи выглядят так, как будто они остались из магазина приколов» и напоминают «пищу с зубными протезами». По словам Тима Хилла в «Худших фильмах мира» (1986), этот фильм «сильно претендует … на попадание в чей-либо список самых ужасных индеек всех времен». Рейтинг одобрения фильма на Rotten Tomatoes составляет 5 % на основе 19 обзоров. Помимо очень негативных отзывов, фильм стал кассовым провалом. На Metacritic фильм получил оценку 15/100 на основе 5 обзоров, что означает «подавляющую неприязнь».
Джеймс Кэмерон называет «Терминатора» своим первым полнометражным фильмом, несмотря на то, что он был снят в 1984 году, через два года после «Пираньи 2: Нерест». Тем не менее, Кэмерон признал фильм в 60-минутном сегменте с интервьюером Морли Сейфером в 2010 году, назвав «Пиранью 2» «лучшим фильмом о летающих пираньях из когда-либо созданных».